# Tanowo
Tanowo (en allemand Falkenwalde) est un village de la Voïvodie de Poméranie occidentale, Powiat de Police, Gmina de Police, en Pologne.
Le village de Tanowo se situe en Poméranie occidentale, en lande de Wkrzańska (pl), à 7 km de la Vieille ville de Police.

## Histoire
Jusqu'en 1945, le village de Falkenwalde fait partie de l'arrondissement de Randow (de) puis de l'arrondissement d'Ueckermünde dans le district de Stettin de la province de Poméranie.

## Nature
- Lande de Wkrzańska (pl)
- Réserve naturelle (contrée, près Tanowo, Węgornik, Zalesie et Bolków (de)): Świdwie (en) (Convention de Ramsar, depuis 1984)
- Fleuve: Gunica - Kayak-route: Węgornik - Tanowo - Tatynia - Police (Jasienica)

## Villes importantes proches
- Police (Pologne)
- Nowe Warpno
- Szczecin